# John C. Tarsney

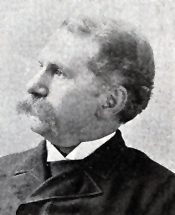
John C. Tarsney

John Charles Tarsney (* 7. November 1845 in Medina, Lenawee County, Michigan; † 4. September 1920 in Kansas City, Missouri) war ein US-amerikanischer Politiker. Zwischen 1889 und 1896 vertrat er den Bundesstaat Missouri im US-Repräsentantenhaus.

## Werdegang
John C. Tarsney war der ältere Bruder des Kongressabgeordneten Timothy E. Tarsney (1849–1909) aus Michigan. Er war auch ein Schwager von Thomas A. E. Weadock (1850–1938), der ebenfalls für den Staat Michigan im US-Repräsentantenhaus saß. Tarsney besuchte die öffentlichen Schulen seiner Heimat und unterbrach dann seine Ausbildung, um zwischen 1862 und 1865 als Soldat einer Infanterieeinheit aus Michigan, die dem Heer der Union unterstand, am Bürgerkrieg teilzunehmen. Nach dem Krieg besuchte er die High School in Hudson. Nach einem anschließenden Jurastudium an der University of Michigan in Ann Arbor und seiner 1869 erfolgten Zulassung als Rechtsanwalt begann er in Hudson in diesem Beruf zu arbeiten. 1872 zog Tarsney nach Kansas City in Missouri, wo er in den Jahren 1874 und 1875 juristischer Vertreter dieser Stadt wurde.
Politisch war Tarsney Mitglied der Demokratischen Partei. Bei den Kongresswahlen des Jahres 1888 wurde er im fünften Wahlbezirk von Missouri in das US-Repräsentantenhaus in Washington, D.C. gewählt, wo er am 4. März 1889 die Nachfolge von William Warner antrat. Nach zwei Wiederwahlen konnte er bis zum 3. März 1895 drei volle Legislaturperioden im Kongress absolvieren. Er wurde auch bei den Wahlen des Jahres 1894 bestätigt und trat am 4. März 1895 eine weitere Amtszeit an. Diese Wahl wurde aber von seinem Gegenkandidaten, dem Republikaner Robert T. Van Horn, angefochten. Als diesem Einspruch stattgegeben wurde, musste Tarsney sein Mandat am 27. Februar 1896 an Van Horn abtreten. Von 1891 bis 1893 war er Vorsitzender des Ausschusses für Arbeitsangelegenheiten. Tarsney wurde auch durch den nach ihm benannten Tarsney Act bekannt, der privaten Architekten nach einer Ausschreibung erlaubte, Regierungsgebäude zu planen.
Zwischen 1896 und 1899 war Tarsney Richter am Obersten Gerichtshof im Oklahoma-Territorium. Anschließend kehrte er nach Kansas City zurück, wo er wieder als Anwalt praktizierte. Dort ist er am 4. September 1920 auch verstorben.